# Lithotheek

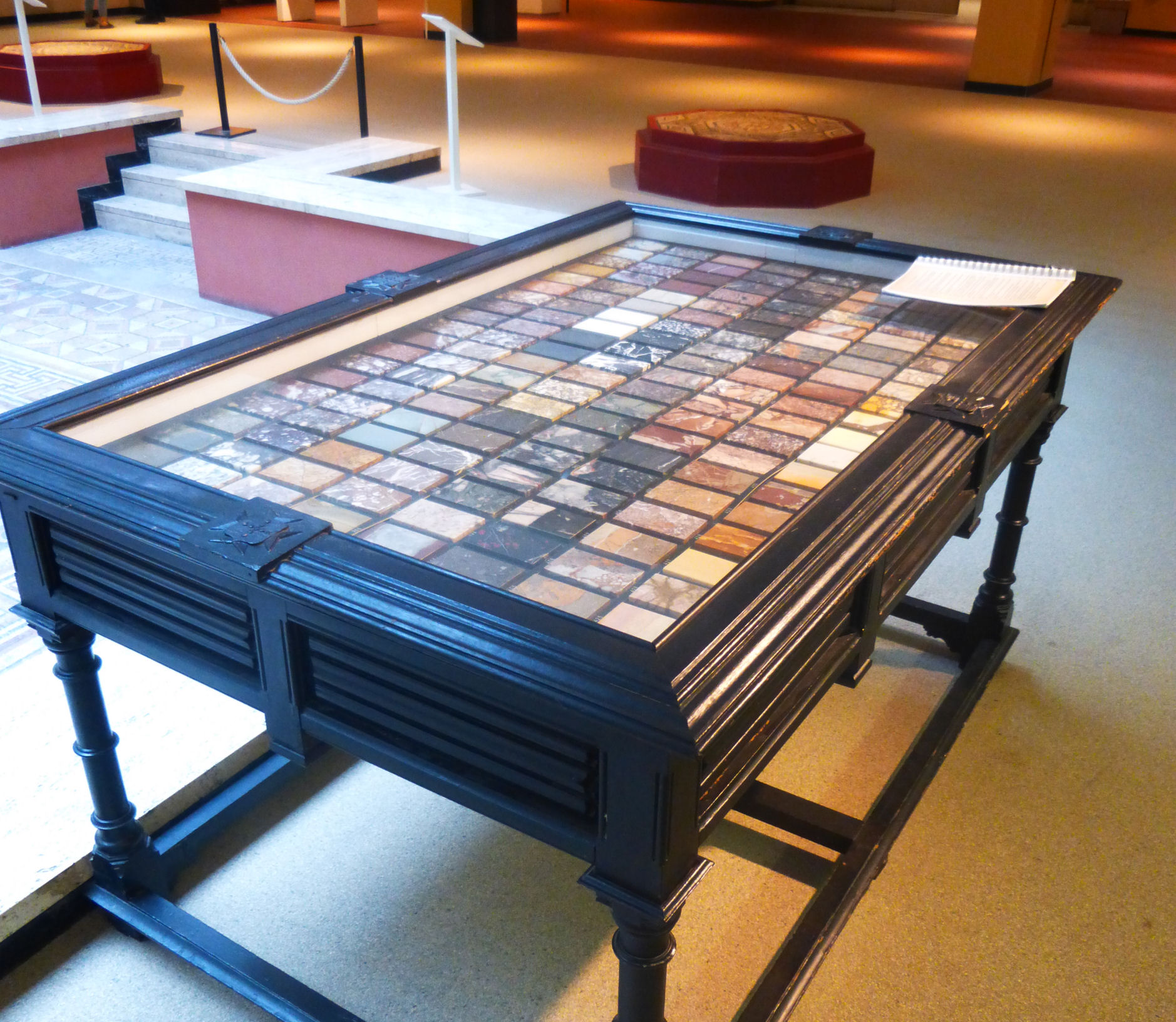
Lithotheek van Emile de Meester de Ravestein, Brussel

Een lithotheek is een academische verzameling met stalen van natuurstenen. Vaak worden deze bewaard om het esthetisch effect van de geologische vormen te onderzoeken. Veel wetenschappelijke instellingen, maar ook particuliere verzamelaars, hebben een lithotheek aangelegd.

## Bekende lithoteken
- Brussel: Museum voor Natuurwetenschappen.[2]
- Brussel: 19e-eeuwse Lithotheek van Emile de Meester de Ravestein
- Parijs; Lithotèque marine.[3]